# Братчук, Вася
Василий Игоревич «Вася» Братчук (англ. Vasily Igorevich «Vasia» Bratchuk; род. 9 мая 1992, Москва, Россия) — русский певец, автор-исполнитель, мультиинструменталист и музыкант, выступающий под сценическим именем Vincent Porwoll. Во время учёбы в Университет прикладных наук Фонтис, в 2011 году он начал свою музыкальную карьеру в качестве фронтмена нидерландского коллектива «Polar Fever», а в 2019 году вместе с Дмитрием Лемешко основал русскоязычную группу «Гипнобаза». Также Братчук — автор музыки к нескольким кинофильмам и подкастам.

## Биография

### Детство и молодость
Василий Братчук родился 9 мая 1992 года в Москве в семье инженера-металлурга Игоря Николаевича Братчука. Мать Светлана Станиславовна Дубровская преподавала русский как иностранный в американской школе им. Хинксона. В семнадцать лет Василий окончил школу им. Хинксона, и школу ГОУ СОШ № 26 в которой учился экстерном. Также получил начальное музыкальное образование окончив 8 классов авторской школы музыкального исполнительства профессора Карась С. С.
Поступив в Университет прикладных наук Фонтис на специальность инженера-электронщика, Василий переехал в Нидерланды, где учился и работал до 2015 года.

### Музыкальная карьера
В 2011 году Василий Братчук познакомился с гитаристом Робертом Шульцем и инициировал создание группы «Sura Project», которая впоследствии была переименована в «Polar Fever». К 2015 году коллектив собирал залы клубов в Эйндховене и Утрехте, и почти подписал контракт с V2 Records, однако барабанщик с бассистом ушли из группы, а Василий переехал обратно в Россию.
В 2013 году Василий выпустил свой первый сборник этюдов для фортепиано на лейбле 2419 Record Label, который был записан в арт пространстве Де Бункер для академических музыкантов. Стал лауреатом голландского конкурса академических музыкантов «Solistenconcours 2013» по специальности фортепиано.
После возвращения в Россию Василий участвовал в проекте Casa Musica музыкального канала MTV, пройдя кастинг из полутора тысяч претендентов. В рамках проекта был выпущен сольный трек «The science behind mime» с музыкальным клипом.
В 2018 году у «Polar Fever» вышел альбом «Soothing Plastic». MTV сравнили звучание альбома с ранними Muse, Coldplay и Radiohead.
В 2019 году Василий вместе с Дмитрием Лемешко создали ностальджи-поп группу «Гипнобаза» и в октябре 2020 выпустили альбом «Последние пятиэтажки», который был частично записан во время распространения COVID-19 в Москве.

## Дискография

### Альбомы
| Год  | Альбом               | Исполнитель    | Комментарий                                    |
| ---- | -------------------- | -------------- | ---------------------------------------------- |
| 2013 | Opus 1               | Vasia Bratchuk | self-produced                                  |
| 2015 | Opus 2               | Vasia Bratchuk | self-produced                                  |
| 2018 | Soothing Plastic     | Polar Fever    | produced by Vasia Bratchuk and Robert Szulc    |
| 2020 | Последние пятиэтажки | Гипнобаза      | produced by Vasia Bratchuk and Dmitry Lemeshko |
| 2022 | Вечеринка никогда    | Гипнобаза      | produced by Vasia Bratchuk and Dmitry Lemeshko |